# Islam Hassan
Islam Hassan (arabisk: إسلام حسن) (født 2. juli 1988) er en egyptisk håndboldspiller, der spiller for den egyptiske klub Al Ahly SC og på Egyptens håndboldlandshold.
Han repræsenterede Egypten under sommer-OL 2016 i Rio de Janeiro, hvor han sluttede på niendepladsen med det egyptiske landshold. [1]